# Germaniumnitrid
Germanium(IV)nitrid (Ge3N4) är en oorganisk förening som bildas genom följande reaktion av germanium och ammoniak:
{\displaystyle {\rm {3\ Ge+4NH_{3}\rightarrow Ge_{3}N_{4}+6\ H_{2}}}}
Germaniumnitrid är ljusbrunt till utseendet, har en densitet på 5,25 g/cm3, en kokpunkt på 1170 K (900 °C) och en molmassa på 273,947 g/mol.